# Moutnice
Moutnice (deutsch Mautnitz) ist eine Gemeinde in Tschechien. Sie liegt 19 Kilometer südöstlich des Stadtzentrums von Brno und gehört zum Okres Brno-venkov.

## Geographie
Moutnice befindet sich in den Ausläufern des Steinitzer Waldes in der Thaya-Schwarza-Talsenke und wird vom Bach Moutnický potok durchflossen. Nördlich erhebt sich der Vinohrádky (218 m), im Südosten der Strážky (290 m) und südwestlich der Klín (213 m).
Nachbarorte sind Rozářín, Žatčany und Třebomyslice im Norden, Nesvačilka im Nordosten, Těšany im Osten, Šitbořice im Südosten, Nový Dvůr im Süden, Boudky, Zeleňák und Nosislav im Südwesten, Blučina und Jalovisko im Westen sowie Měnín im Nordwesten.

## Geschichte
Die erste schriftliche Erwähnung von Moutnice erfolgte im Jahre 1298. Znata von Lomnitz schenkte gemeinsam mit seinen drei Söhnen 1335 den größten Teil von Moutnice dem Kloster der hl. Anna bei Brünn mit der Maßgabe, dass die Einkünfte aus dem Dorf zunächst als Leibgedinge seiner Tochter, der Priorin Elisabeth von Lomnitz, dienen sollten. Fünf Huben des Dorfes gehörten Ulrich Pustka von Strabenitz, dieser verkaufte sie 1359 an die Brüder Albrecht und Zdenko von Sternberg († 1359). Als Besitzer weiterer anderthalb Huben wurde 1397 Przibik von Zarussek genannt. Auch diese Anteile erwarb später das Nonnenkloster. Zwischen 1528 und 1548 war das Dorf zusammen mit Těšany und Šitbořice an Heinrich von Lomnitz verpfändet, danach löste das Kloster den Pfand wieder ein. Nach der Aufhebung des Klosters im Zuge der Josephinischen Reformen wurde Moutnice Teil des Dominiums Klobouky. 1784 entstand nach Parzellierung des herrschaftlichen Hofes Mautnitz nördlich des Dorfes Mautnitz die Ansiedlung Rosalienfeld. Im Jahre darauf wurde aus Mitteln des Religionsfonds in Mautnitz wieder eine Lokalie eingerichtet, zu der auch eine katholische Schule gehörte. Neben Mautnitz waren auch die Dörfer Tieschan, Rosalienfeld und Neudorf sowie die Meierhöfe Neuhof, Galdhof, Carlshof und Henriettenhof nach Mautnitz gepfarrt. Im Jahre 1834 bestand Mautnitz aus 65 Häusern und hatte 340 Einwohner. In den 22 Häusern von Rosalienfeld lebten 106 Menschen. Bis zur Mitte des 19. Jahrhunderts blieben Mautnitz und Rosalienfeld nach Klobauk untertänig. In Tieschan wurde zu dieser Zeit eine eigene Pfarre eingerichtet.
Nach der Aufhebung der Patrimonialherrschaften bildeten Moutnice/Mautnitz und Rozářín/Rosalienfeld ab 1850 zwei selbständige Gemeinden in der Bezirkshauptmannschaft Auspitz. 1949 wurden die Gemeinden dem neuen Okres Židlochovice zugeordnet. Im Jahre 1951 erfolgte der Zusammenschluss von Rozářín und Moutnice zu einer Gemeinde Moutnice. Seit der Aufhebung des Okres Židlochovice im Jahre 1961 gehört Moutnice zum Okres Brno-venkov.
Moutnice ist Sitz der landwirtschaftlichen Aktiengesellschaft Agro MONET, die den größten Teil der Felder in Moutnice und den umliegenden Orten bewirtschaftet. Die meisten der Bewohner des Dorfes arbeiten in Brno.

## Gemeindegliederung
Für die Gemeinde Moutnice sind keine Ortsteile ausgewiesen. Zu Moutnice gehört die Ortslage Rozářín (Rosalienfeld).

## Sehenswürdigkeiten
- Pfarrkirche des hl. Ägidius, errichtet im 13. Jahrhundert. Aus dieser Zeit stammt das gotische Presbyterium
- Kapelle in Rozářín aus dem Jahre 1905
- Historische Bauerngehöfte

## Persönlichkeiten
- Václav Kosmák (1843–1898), der Schriftsteller wirkte von 1872 bis 1877 als Pfarrer in Moutnice